# Allactaga major
Allactaga major là một loài động vật có vú trong họ Dipodidae, bộ Gặm nhấm. Loài này được Kerr mô tả năm 1792.

## Hình ảnh

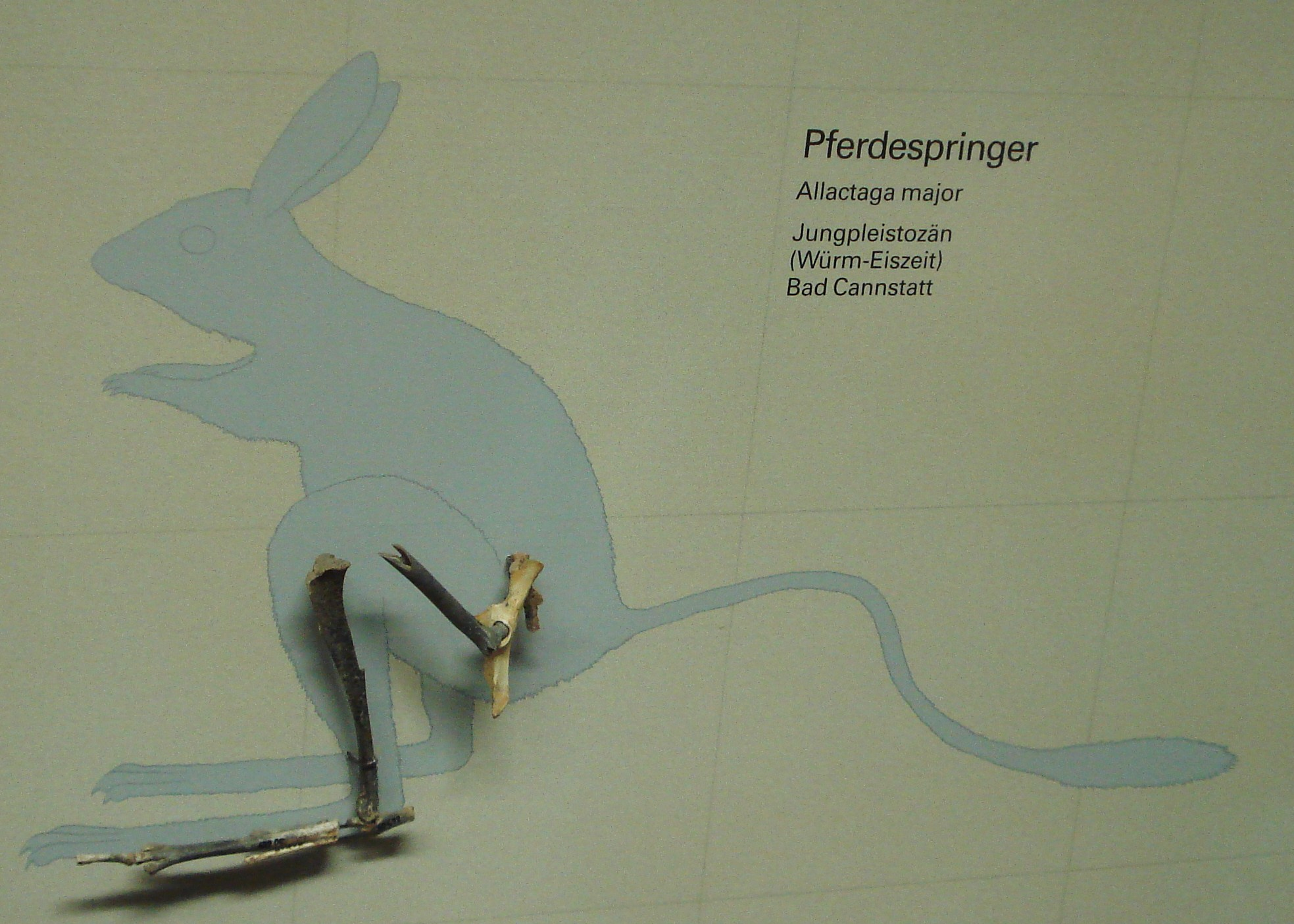
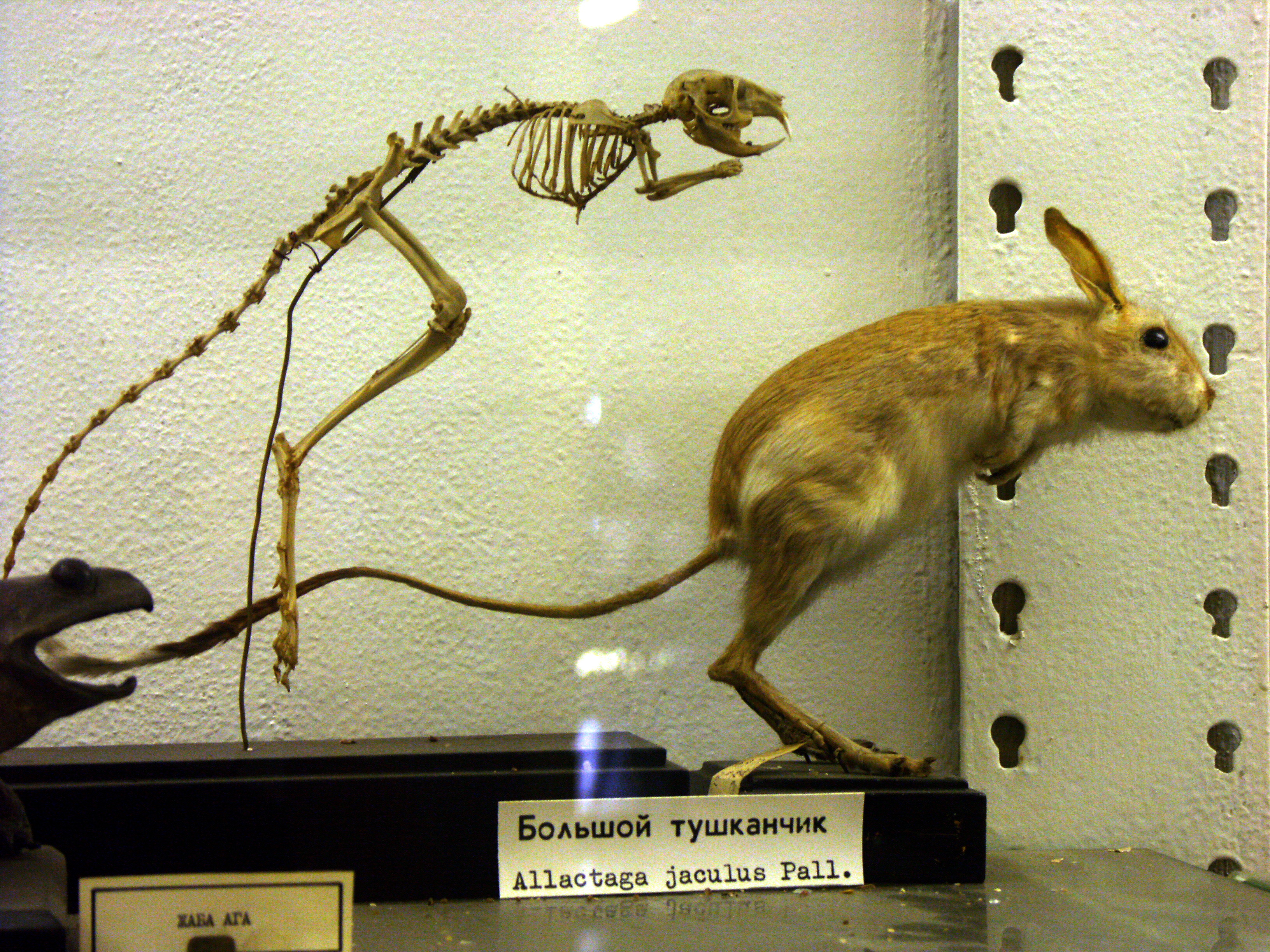
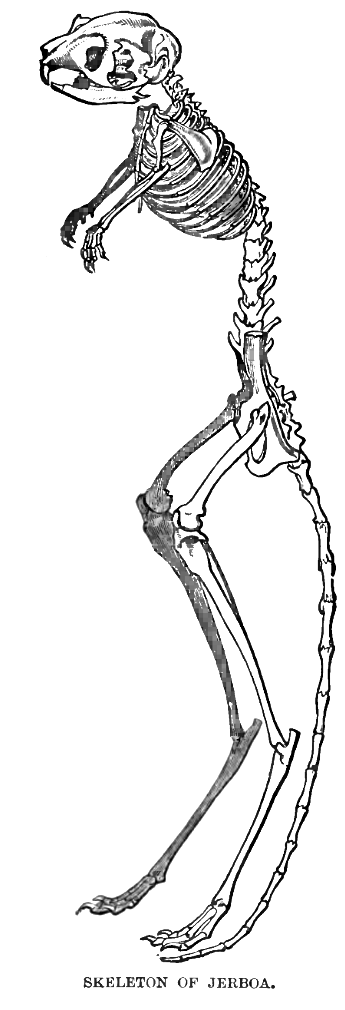